# 狭叶桃叶珊瑚
狭叶桃叶珊瑚（学名：Aucuba chinensis var. angusta）是绞木科桃叶珊瑚属桃叶珊瑚的变种。分布在中国贵州等地，生长于海拔330米至500米的地区，一般生于林中。